# EC Corinthians
EC Corinthians is een Braziliaanse voetbalclub uit de stad Presidente Prudente in de deelstaat São Paulo. De club speelde 42 seizoenen in de Campeonato Paulista Série A2. 

## Geschiedenis
De club werd opgericht in 1945 en werd vernoemd naar Corinthians uit São Paulo. In 1948 begon de club met profvoetbal en speelde in de tweede klasse van het Campeonato Paulista. In 1953 en 1955 nam de club niet aan de competitie deel. In 1959 werd de club kampioen en promoveerde naar de hoogste klasse. De club verloor de eerste wedstrijd tegen de naamgenoot uit São Paulo en won daarna van Portuguesa Santista en Portuguesa, maar daarna verloren ze tien keer op rij. Uiteindelijk werd de club voorlaatste en liet enkel Ponte Preta achter zich. Het volgende seizoen, terug in de tweede klasse, werd de club tweede in zijn groep achter stadsrivaal Prudentina. Ook de volgende twee seizoenen werd de club tweede, telkens achter América. In 1970 bereikte de club nog de halve finale om de promotie, die ze verloren van Nacional. In 1974 en 1975 speelde de club onder de naam Presidente Prudente FC. In 1989 moest de club na 28 jaar een stap terugzetten en degradeerde naar de derde klasse. Het duurde tot 1996 vooraleer de club terug promotie kon afdwingen naar de Série A2. Hierdoor mocht de club zelfs deelnemen aan de Série C en bereikte daar de tweede ronde, waar ze verloren van Rio Branco. 
Na drie seizoenen degradeerde de club opnieuw. In 2000 volgde zelfs een tweede degradatie op rij. De club wilde van start gaan in 2001 in de toenmalige Série B1, de vierde klasse, maar werd door de voetbalbond uitgesloten omdat de club schulden had. In 2012 werd de club nieuw leven ingeblazen als amateurclub. In 2016 ging de club in de Taça Paulista spelen, een nieuwe competitie voor clubs die niet voldoende financiële middelen hebben om in de profcompetitie te spelen. De club bereikte de kwartfinale tegen Bededouro. In 2017 werd de club in de eerste ronde uitgeschakeld.

## Bekende ex-spelers
- Chicão